# Падуси (Хорольский район)
Падуси (укр. Падусі) — село,
Шишакский сельский совет,
Хорольский район,
Полтавская область,
Украина.
Код КОАТУУ — 5324887005. Население по переписи 2001 года составляло 32 человека.

## Географическое положение
Село Падуси находится на расстоянии в 0,5 км от села Павловка.
По селу протекает пересыхающий ручей с запрудой.

## История
Село указано на трехверстовке Полтавской области. Военно-топографическая карта.1869 года как хутор Подусеев